# 三灶镇 (阜宁县)
三灶镇，是中华人民共和国江苏省盐城市阜宁县下辖的一个乡镇级行政单位。

## 行政区划
三灶镇下辖以下地区：
陈吕社区、七灶村、掌李村、同兴村、楼子村、九灶村、丰墩村、十灶村、昌兴村、庄杨村、前三灶村、中三灶村、后三灶村、双岗村、王集村、蒯东村、沿渠村和东湾村。